# Fridlevstad
Fridlevstad er en landsby i Karlskrona kommun i Blekinge län i Sverige, omtrent 5 km vest for Rödeby. Den har 697 (2023) indbyggere. I 2010 havde byen 713 indbyggere .